# دریای تیمور

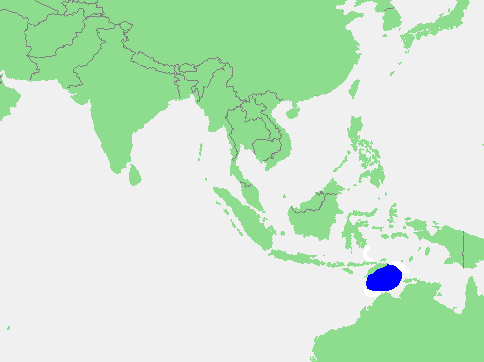
موقعیت دریای تیمور

دریای تیمور یا تیمُر (به انگلیسی: Timor Sea) دریای است واقع در بخش انتهایی جنوب شرقی آسیا که از شمال به جزیره تیمور، از شرق به دریای آرافورا، از جنوب به استرالیا و از غرب به اقیانوس هند متصل است. شهر استرالیایی داروین تنها شهر مهم است که سواحل دریای تیمور در آن قرار دارد. این دریا در حدود ۴۸۰ کیلومتر گسترده شده‌است و مساحت آن ۶۱۰٫۰۰۰ کیلومتر مربع می‌باشد. عمیق‌ترین بخش این دریا در شمال آن واقع شده‌است و عمقی در حدود ۳٫۳۰۰ متر دارد.
بسیاری از طوفان‌های گرمسیری از این منطقه سرچشمه گرفته یا گذر می‌کنند. در زیر دریای تیمور اندوخته‌های هنگفتی از نفت و گاز وجود دارد. استخراج نفت در این محدوده در حال اجراست و پروژه‌های متعدد دیگری پیشنهاد شده و در آینده به اجرا در می‌آید. هم‌اکنون به دلیل وجود این منابع اختلافاتی در مورد تصاحب این منابع بین کشورهای اطراف دریا وجود دارد.